# Fornelo do Monte
Fornelo do Monte is een plaats (freguesia) in de Portugese gemeente Vouzela en telt 330 inwoners (2001).

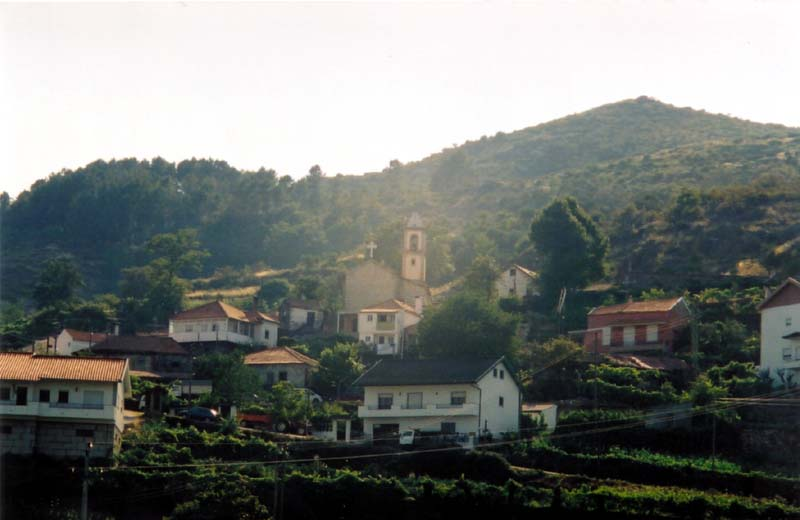
Fornelo do Monte
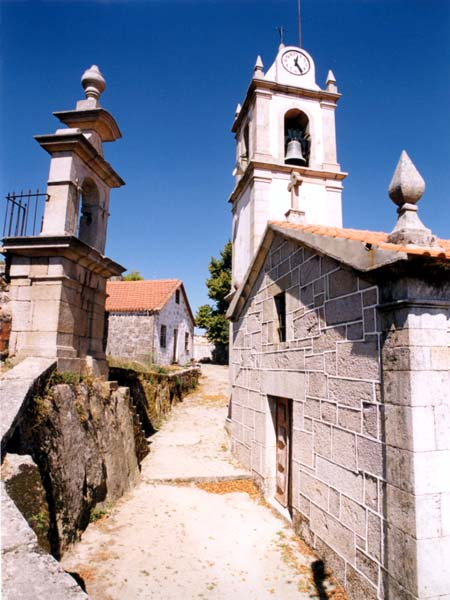
Parochiekerk